# Ctenoplusia scoteina
Ctenoplusia scoteina är en fjärilsart som beskrevs av Claude Dufay 1972. Ctenoplusia scoteina ingår i släktet Ctenoplusia och familjen nattflyn. Inga underarter finns listade i Catalogue of Life.